# ویکفیلد شرقی (نیوهمپشایر)
ویکفیلد شرقی (به انگلیسی: East Wakefield) یک منطقهٔ مسکونی در ایالات متحده آمریکا است که در شهرستان کارول، نیوهمپشایر واقع شده‌است. ویکفیلد شرقی ۲۰۹٫۱ متر بالاتر از سطح دریا واقع شده‌است.